# Jan Ciechanowski (historyk)
Jan Mieczysław Ciechanowski, ps. „Jastrząb” (ur. 16 kwietnia 1930 w Warszawie, zm. 13 stycznia 2016 w Londynie) – polski historyk, nauczyciel akademicki, profesor nauk humanistycznych, powstaniec warszawski, od 1946 na emigracji w Wielkiej Brytanii.

## Życiorys
Był synem Bolesława Ciechanowskiego. W 1943 został żołnierzem Armii Krajowej w zgrupowaniu „Siekiera”, używał pseudonimu „Jastrząb”. Dwukrotnie odznaczony Krzyżem Walecznych. W wieku 14 lat walczył w powstaniu warszawskim, w trakcie którego został ranny. Po upadku powstania znalazł się w niewoli niemieckiej. Po wojnie osiadł w Wielkiej Brytanii, gdzie w późniejszych latach zajął się pracą naukową jako historyk, dochodząc do stanowisk profesorskich na University College London. Publikował m.in. prace naukowe poświęcone powstaniu warszawskiemu. W wydanej po raz pierwszy w Londynie w 1971 i następnie wielokrotnie wznawianej książce sprzeciwiał się przekonaniu o konieczności wybuchu powstania, które ocenił jako błąd i klęskę. Krytykował również Normana Daviesa za jego podejście do powstania warszawskiego zaprezentowane w publikacji Powstanie '44. W latach 90. Jan Ciechanowski brał udział w pracach Polsko-Brytyjskiej Komisji Historycznej. Brał udział w założeniu Wyższej Szkoły Humanistycznej im. Aleksandra Gieysztora w Pułtusku, został dyrektorem Centrum Studiów Europejskich i wykładowcą Wydziału Nauk Politycznych tej uczelni. Był współpracownikiem „Zeszytów Historycznych”.

## Odznaczenia i wyróżnienia
W 1944 odznaczony dwukrotnie Krzyżem Walecznych. W 2005, w uznaniu wybitnych zasług w propagowaniu polskiej historii i tradycji narodowych, za osiągnięcia w upamiętnianiu polsko-brytyjskiej współpracy wywiadowczej w czasie II wojny światowej, prezydent Aleksander Kwaśniewski odznaczył go Krzyżem Wielkim Orderu Odrodzenia Polski. W 1994 uhonorowano go Krzyżem Oficerskim tego orderu.
W 1979 został wyróżniony nagrodą przyznaną przez paryską „Kulturę”.

## Wybrane publikacje
- Powstanie warszawskie: zarys podłoża politycznego i dyplomatycznego, Londyn: Odnowa 1971 (wydania krajowe: przedmową poprzedził Aleksander Skarżyński, Warszawa: Państwowy Instytut Wydawniczy 1984, wyd. 2 – 1984, wyd. 3 – 1987, wyd. 4 – 1989; przekład angielski: The Warsaw Rising of 1944, Londyn: Cambridge University Press 1974, wyd. 2 – Cambridge: Cambridge University Press 2002; przekład japoński: Warushawa Hōki 1944, Tokio: Chikuma-shobo 1989).
- O genezie i upadku II Rzeczypospolitej, Londyn: Odnowa 1981 (wyd. w drugim obiegu – Lublin: CiS 1986).
- Tadeusz Bór-Komorowski, Trzy wykłady o A.K., oprac. Jan Mieczysław Ciechanowski, Warszawa: „Signum” 1981 (wyd 2 – Wrocław: „Wyzwolenie” 1982).
- Na tropach tragedii – Powstanie Warszawskie 1944: wybór dokumentów wraz z komentarzem, Warszawa: BGW 1992.
- Pomoc lotnicza Wielkiej Brytanii dla powstania warszawskiego: raport pułkownika H.M. Threlfalla, oprac. Jan Ciechanowski, Warszawa: Naczelna Dyrekcja Archiwów Państwowych 1994.
- Powstanie Warszawskie. Zarys podłoża politycznego i dyplomatycznego, Pułtusk: WSH im. Aleksandra Gieysztora 2004 (wyd. 2 uzup. i poszerz. – Pułtusk: Akademia Humanistyczna im. Aleksandra Gieysztora 2009, wyd. 3 – 2012, wyd. 4 – Pułtusk: Akademia Humanistyczna im. Aleksandra Gieysztora – Warszawa, Bellona – Oficyna Wydawnicza Aspra-Jr 2014).
- General Władysław Anders. Soldier and Leader of the Free Poles in Exile, red. Joanna Pyłat, Jan Ciechanowski, Andrzej Suchcitz, w przekładzie Barbary Herchenreder, Londyn: Polish University Abroad 2008.
- Wielka Brytania i Polska. Od Wersalu do Jałty: wybór artykułów, dokumentów i recenzji, Pułtusk: Akademia Humanistyczna im. Aleksandra Gieysztora, 2008.